# 2501 Lohja
2501 Lohja је астероид главног астероидног појаса са средњом удаљеношћу од Сунца која износи 2,422 астрономских јединица (АЈ).
Апсолутна магнитуда астероида је 12,08.